# Weltmeisterschaften der Rhythmischen Sportgymnastik 2014
Die 33. Weltmeisterschaften der Rhythmischen Sportgymnastik fanden vom 21. bis 28. September 2014 in Izmir, Türkei statt.

## Ergebnisse

### Mehrkampf-Einzel
| Rang | Nation   | Athletin          |
| ---- | -------- | ----------------- |
| 1    | Russland | Jana Kudrjawzewa  |
| 2    | Russland | Margarita Mamun   |
| 3    | Ukraine  | Hanna Risatdinowa |

### Mehrkampf-Mannschaft
| Rang | Nation   | Athletin                                             |
| ---- | -------- | ---------------------------------------------------- |
| 1    | Russland | Alexandra Soldatowa Margarita Mamun Jana Kudrjawzewa |
| 2    | Belarus  | Melizina Stanjuta Kazjaryna Halkina Aryna Scharapa   |
| 3    | Ukraine  | Hanna Risatdinowa Eleonora Romanowa Wiktorija Masur  |

### Gruppe-Mehrkampf mit einem Gerät
| Rang | Nation  | Athletin                                                                               |
| ---- | ------- | -------------------------------------------------------------------------------------- |
| 1    | Spanien | Lourdes Mohedano Alejandro Quereda Elena Lopez Artemi Gavezou Castro Sandra Aguilar    |
| 2    | Israel  | Ekaterina Levina Ida Mayrin Alona Koshevatskiy Karina Lykhvar Yival Filo               |
| 3    | Belarus | Aryna Zyzylina Maryja Kazjak Maryja Kadobina Hanna Dudsjankowa Ksenija Tschaldyschkina |

### Gruppe-Mehrkampf mit zwei Geräten
| Rang | Nation    | Athletin                                                                                       |
| ---- | --------- | ---------------------------------------------------------------------------------------------- |
| 1    | Russland  | Diana Borissowa Anastassija Maximowa Alexandra Semjonowa Marija Tolkatschowa Darja Awtonomowa  |
| 2    | Bulgarien | Reneta Kamberowa Michaela Maewska Hristiana Todorowa Zwetelina Najdenowa Zwetelina Stojanowa   |
| 3    | Belarus   | Aryna Zyzylina Maryja Kazjak Waleryja Pischtschelina Hanna Dudsjankowa Ksenija Tschaldyschkina |

### Reifen
| Rang | Nation   | Athletin         |
| ---- | -------- | ---------------- |
| 1    | Russland | Jana Kudrjawzewa |
| 2    | Russland | Margarita Mamun  |
| 3    | Südkorea | Son Yeon-jae     |

### Band
| Rang | Nation   | Athletin          |
| ---- | -------- | ----------------- |
| 1    | Russland | Margarita Mamun   |
| 2    | Russland | Jana Kudrjawzewa  |
| 3    | Ukraine  | Hanna Risatdinowa |

### Ball
| Rang | Nation   | Athletin          |
| ---- | -------- | ----------------- |
| 1    | Russland | Jana Kudrjawzewa  |
| 2    | Russland | Margarita Mamun   |
| 3    | Belarus  | Melizina Stanjuta |

### Keulen
| Rang | Nation   | Athletin          |
| ---- | -------- | ----------------- |
| 1    | Russland | Jana Kudrjawzewa  |
| 2    | Russland | Margarita Mamun   |
| 3    | Ukraine  | Hanna Risatdinowa |

### Medaillenspiegel
| Rang | Nation    | Gold | Silber | Bronze | Gesamt |
| ---- | --------- | ---- | ------ | ------ | ------ |
| 1    | Russland  | 7    | 5      | -      | 12     |
| 2    | Spanien   | 1    | -      | -      | 1      |
| 3    | Belarus   | -    | 1      | 3      | 4      |
| 4    | Israel    | -    | 1      | -      | 1      |
| 4    | Bulgarien | -    | 1      | -      | 1      |
| 6    | Ukraine   | -    | -      | 4      | 4      |
| 7    | Südkorea  | -    | -      | 1      | 1      |